# Site de La Vérendrye
Pour les articles homonymes, voir La Vérendrye.
Le Site de La Vérendrye est un site archéologique situé dans la ville de Fort Pierre, dans le comté de Stanley dans l'État de Dakota du Sud aux États-Unis.

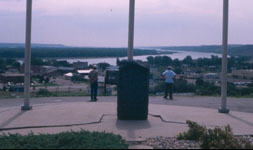
Site de La Vérendrye à Fort Pierre.

Le site archéologique de La Vérendrye fut inscrit au National Historic Landmark en 1991, car il est considéré officiellement comme un lieu ayant un intérêt historique de portée nationale.
C'est dans ce périmètre historique que fut découverte, en 1913, la fameuse plaque de plomb gravée par les inscriptions de Louis-Joseph Gaultier de La Vérendrye.
Louis-Joseph partit le 29 avril 1742, accompagné de son frère, François Gaultier de La Vérendrye du Tremblay, de deux Français (Lalonde ou La Londette et Amiot ou Amiotte) et de quelques guides autochtones. Le groupe se rendit d’abord chez les Mandans. Ils poursuivirent leur expédition exploratoire dans les territoires de l'Ouest américain à la recherche d'un passage vers la mer occidentale. Ils arrivèrent en direction des Montagnes Rocheuses qui furent le point extrême de leur exploration. Mais face aux multiples conflits armés entre les diverses tribus de première nations, l'équipée des frères La Vérendrye s'en retourna vers Montréal. 
Sur le chemin du retour, Louis-Joseph grava une inscription sur une plaque de plomb qu'il enfouira à cet endroit du Dakota pour prendre acte de la possession de ces immenses territoires au nom du Roi de France et rappeler la mission que lui avait confié le marquis de Beauharnois, gouverneur de la Nouvelle-France.
Le texte de l'inscription sur une face est la suivante : « L’an 26 du règne de Louis XV. Pour le roi, très illustre seigneur. Par Monsieur le Marquis de Beauharnois, 1741. Placé par Pierre Gaultier de Laverendrie ». 
Louis-Joseph n'oublie pas de citer son frère, Pierre Gaultier de La Vérendrye, qui avait lancé une première expédition dans cette région en 1740.
L’autre côté, gravé sur place au couteau ou au poinçon, portait les noms suivants de trois personnes : « Posé par le Chevalyer de Lave (Louis-Joseph se faisait appelé Chevalier) — tblt (Tremblet ou Tremblay, titre officiel de François Gaultier) – Louy La Londette (Louis Lalonde) – Amiotte [Amiot ou Amyot]. Le 30 de mars 1743. »

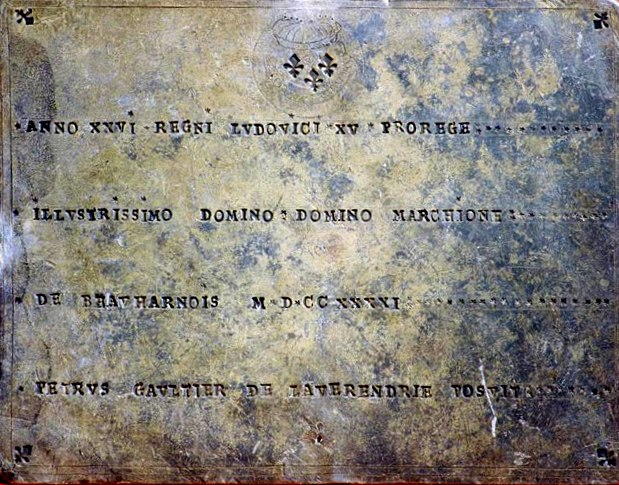
Recto de la plaque
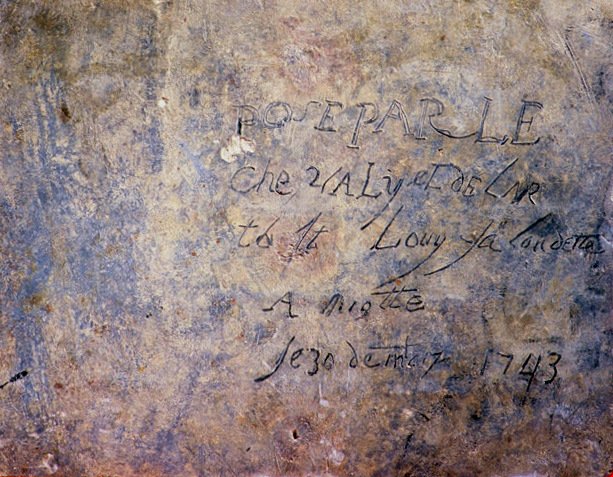
Verso de la plaque